# یاکو التینگ
 یاکو التینگ (انگلیسی: Jacco Eltingh؛ زاده ۲۹ اوت ۱۹۷۰) یک تنیس‌باز اهل هلند است.